# Brignais
Brignais is een gemeente in het Franse departement Rhône (regio Auvergne-Rhône-Alpes). Brignais telde op 1 januari 2022 12.330 inwoners.

## Geschiedenis
In de middeleeuwen was Brignais een ommuurde stad met een kasteel. De kerk Saint-Clair staat op de plaats van de voormalige kasteelkapel. De kerk werd volledig herbouwd tussen 1859 en 1862. De koninklijke weg tussen Lyon en Saint-Etienne liep door Brignais en liep over de Pont Vieux over de Garon.
De gemeente maakte deel uit van het kanton Saint-Genis-Laval van het arrondissement Lyon. Toen op 1 januari uit het departement Rhône de Métropole de Lyon gevormd werden de meeste gemeenten van het kanton daarin opgenomen. Brignais werd echter de hoofdplaats van een nieuw kanton Brignais, dat onderdeel werd van het arrondissement Villefranche-sur-Saône. Sinds 2017 hoort de gemeente weer bij het arrondissement Lyon.

## Geografie
De oppervlakte van Brignais bedroeg op 1 januari 2022 10,36 vierkante kilometer; de bevolkingsdichtheid was toen 1.190,2 inwoners per km². De gemeente ligt tussen het dal van de Rhône en de Monts du Lyonnais. De Garon stroomt door de gemeente.
De onderstaande kaart toont de ligging van Brignais met de belangrijkste infrastructuur en aangrenzende gemeenten.

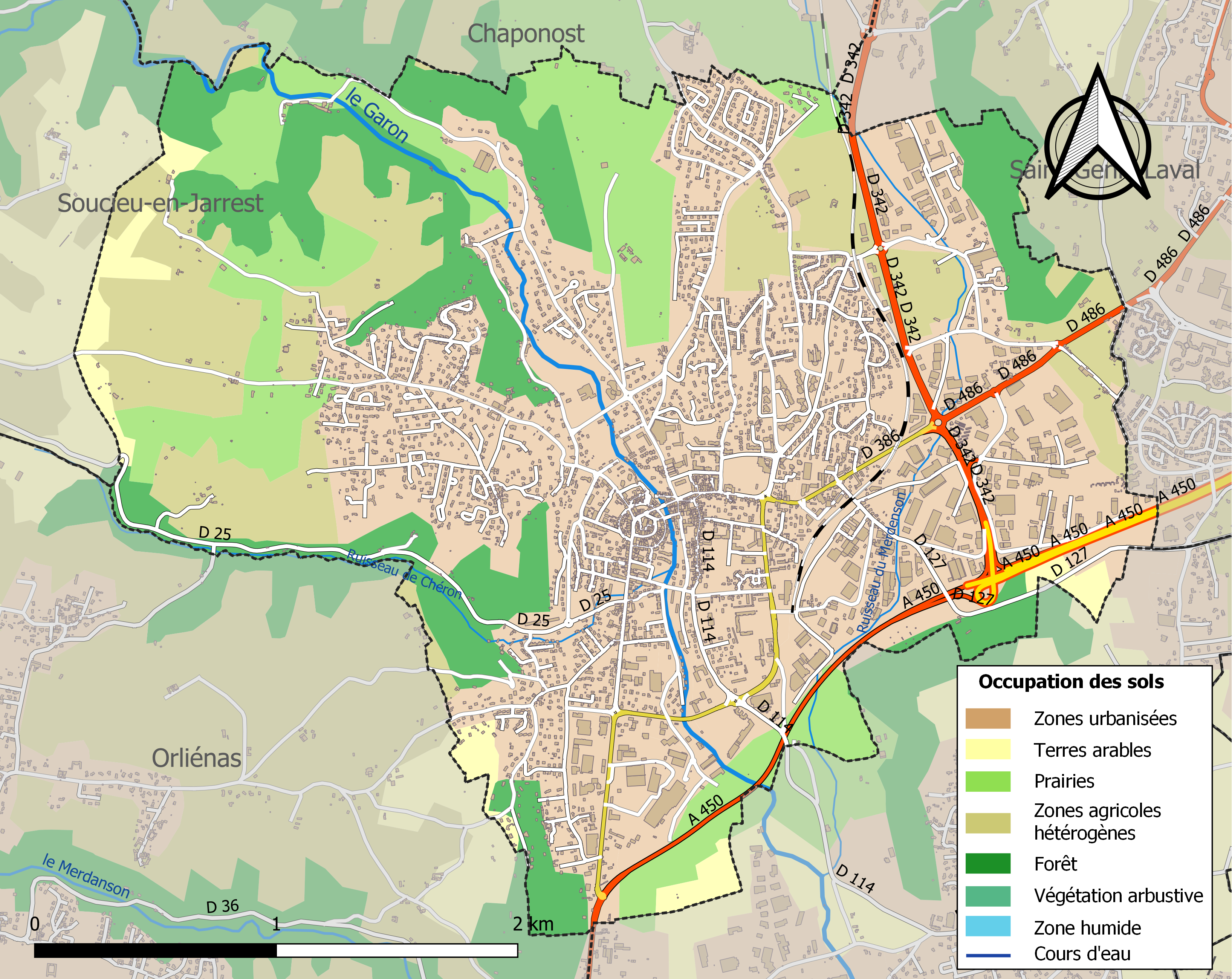

## Demografie
Onderstaande figuur toont het verloop van het inwonertal (bron: INSEE-tellingen).